# Henry Orenstein
Henry Orenstein, nato Henryk Orenstein (Hrubieszów, 13 ottobre 1923 – Livingston, 14 dicembre 2021), è stato un giocatore di poker, imprenditore e inventore polacco naturalizzato statunitense.
Divenne noto principalmente per essere stato l'inventore della "poker cam", cioè la piccola telecamera che mostra le carte coperte in mano ad un giocatore di poker.

## Biografia
Conosciuto con il nome Henry, si trasferì stabilmente nel New Jersey. Sopravvissuto all'Olocausto, scampò a cinque campi di concentramento nazisti.
Nel 1983 si presentò presso la Hasbro, portando con sé una prima idea dei Transformers (chiamati all'epoca "Diaclones"). L'idea piacque all'AD di Hasbro Stephen Hassenfeld, che convinse Orenstein (insieme ad un team dell'azienda) a recarsi in Giappone presso la Takara. La Hasbro stipulò un accordo di licenza con la Takara per il design dei giocattoli ideati da Orenstein. Nonostante ciò, la Hasbro sminuì sempre il ruolo di Orenstein nell'ideazione dei Transformers.
Tra i suoi oltre cento brevetti figurano le macchinine "Johnny Lightning", l'arma giocattolo "Johnny Seven OMA", le bambole "Dolly Surprise".
Ma l'invenzione per la quale è maggiormente noto è la "poker cam" (chiamata anche "hole cam" o "hole card camera"), cioè la piccola telecamera che, posizionata a livello del tavolo da gioco, permette la visione delle carte coperte ("hole cards") in mano ai giocatori. Questa invenzione ha contribuito in maniera decisiva allo sviluppo ed al successo del poker, avendone aumentato in modo decisivo l'impatto televisivo. Per questa ragione Orenstein è stato ammesso nel Poker Hall of Fame nel 2008.
Orenstein è inoltre l'ideatore di alcune trasmissioni televisive di successo dedicate al poker, come "Poker Superstars Invitational Tournament" e "High Stakes Poker".
Da giocatore ha vinto un braccialetto alle WSOP 1996 (nel $5.000 Limit Seven Card Stud), ed ha chiuso 8° nel Main Event delle WSOP 1995 e 12° in quello delle WSOP 1993.
È arrivato 7º sia nel $2.500 Seven Card Stud United States Poker Championship del 2005, sia nel $1.000 Seven Card Stud
Los Angeles Poker Classic del 1992.
Orenstein è morto il 14 dicembre 2021 per complicazioni da Covid-19. Aveva 98 anni.